# Comuna Plișîveț, Hadeaci
Plișîveț (în ucraineană Плішивець) este o comună în raionul Hadeaci, regiunea Poltava, Ucraina, formată din satele Bakutî, Plișîveț (reședința) și Tîmofiivka.

## Demografie
Componența lingvistică a comunei Plișîveț
     Ucraineană (98,54%)
     Rusă (1,37%)
Conform recensământului din 2001, majoritatea populației comunei Plișîveț era vorbitoare de ucraineană (98,54%), existând în minoritate și vorbitori de rusă (1,37%).